# アランヤ
アランヤ（Alanya）は、トルコの地中海地方のアンタルヤ県にある都市。地中海に面している。旧称はカロノロス。

## 建築物
- アランヤ城 Alanya Kalesi
- クズルクレ Kızıl Kule